# Frans Van Peteghem
Frans (Paco) Van Peteghem (Antwerpen, 3 maart 1920 – Wilrijk, 12 mei 1997) was een Belgische atleet, die gespecialiseerd was in het polsstokhoogspringen. 

## Biografie
Van Peteghem behaalde tussen 1938 en 1949 negen Belgische titels, waarvan acht opeenvolgend, in het polsstokhoogspringen. Hij nam in deze atletiekdiscipline ook deel aan de Europese kampioenschappen van 1938 in Parijs, waar hij uitgeschakeld werd in de kwalificaties.
Van Peteghem verbeterde in 1938 het Belgisch record van Powell tot 3,745 m. In 1946 bracht hij het naar 3,81 m.

### Clubs
Van Peteghem was aangesloten bij Beerschot AC.

## Belgische kampioenschappen
| Onderdeel            | Jaar                                                |
| -------------------- | --------------------------------------------------- |
| polsstokhoogspringen | 1938, 1941, 1942, 1943, 1945 1946, 1947, 1948, 1949 |

## Persoonlijke records
| Onderdeel            | Prestatie      | Datum        | Plaats |
| -------------------- | -------------- | ------------ | ------ |
| polsstokhoogspringen | 3,81 m (ex-NR) | 20 juli 1946 | Londen |

## Palmares
polsstokhoogspringen
- 1938:  BK AC – 3,50 m
- 1938: kwalificaties EK in Parijs – geen hoogte
- 1941:  BK AC – 3,60 m
- 1942:  BK AC – 3,60 m
- 1943:  BK AC – 3,60 m
- 1945:  BK AC – 3,60 m
- 1946:  BK AC – 3,80 m
- 1947:  BK AC – 3,60 m
- 1948:  BK AC – 3,70 m
- 1949:  BK AC – 3,60 m